# Wohn- und Geschäftshaus Große Straße 117
Koordinaten: 52° 55′ 6,4″ N, 9° 13′ 44,9″ O
Das Wohn- und Geschäftshaus Große Straße 117 in Verden (Aller) ist ein denkmalgeschütztes Gebäude aus dem 17. Jahrhundert.

## Gebäude
Das zweigeschossige zur Straße giebelständige Fachwerkgebäude unter einem Krüppelwalmdach wurde wohl erstmals 1676 erwähnt.
Als Eigentümer ist 1709 der Postmeister Heinrich Konrad Kappe nachgewiesen. Anfang des 20. Jahrhunderts befand sich in dem Gebäude eine Fleischerei. Ab 1974 zog in das Gebäude ein Elektronikgeschäft ein. Dafür wurden das Innere erheblich umgestaltet. 1980 wurde die Fassade des Gebäudes bzw. der Giebel völlig erneuert.

## Denkmalschutz
Das Gebäude gehört zur Gruppe Wohnhäuser Große Straße und steht aus geschichtlichen, künstlerischen und städtebaulichen Gründen unter Denkmalschutz. 